# Expander (Audio)
Dieser Artikel befindet sich derzeit in der Qualitätssicherung im WikiProjekt Elektrotechnik des Portal Elektrotechnik. Wenn du dich mit dem Thema auskennst, bist du herzlich eingeladen, dich an der Prüfung und möglichen Verbesserung des Artikels zu beteiligen. Der Meinungsaustausch dazu ist in der Diskussion (Artikel „Expander (Audio)“ eintragen) zu finden.
Als Expander wird in der Tontechnik ein Effektgerät aus der Gruppe der Regelverstärker bezeichnet. Dabei kann es sich um ein dediziertes physisches Gerät oder eine Software (Plug-in) handeln. Er gehört zur Gruppe der Dynamikprozessoren und dient der Erweiterung des Dynamikumfangs eines Signals.

## Prinzip

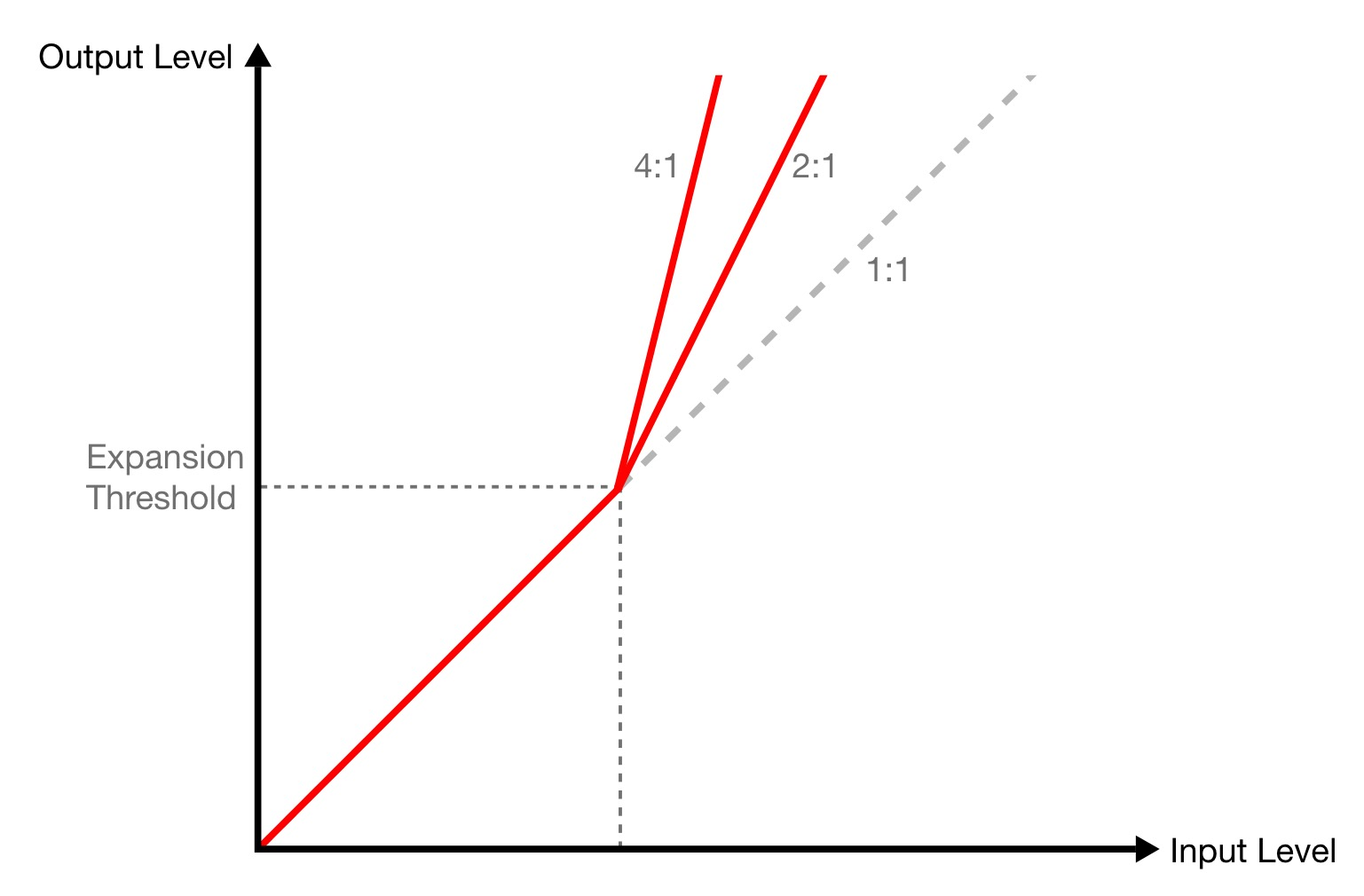
Kennlinien eines Upward-Expanders für die Ratios 2:1 und 4:1

Der Expander erweitert den Dynamikumfang eines eingehenden Audiosignals, vergrößert also den Pegelunterschied zwischen leisen und lauten Passagen des Signals. Er wirkt somit umgekehrt zu einem Kompressor, welcher den Dynamikumfang verringert. Ein Expander misst kontinuierlich den Pegel des Eingangssignals. Abhängig vom Eingangspegel wird das Signal in unterschiedlichem Maße verstärkt oder abgeschwächt. Der Dynamikumfang kann entweder dadurch gesteigert werden, dass leise Passagen noch weiter abgeschwächt (Downward-Expander), oder laute Passagen zusätzlich verstärkt werden (Upward-Expander, z. B. Urei LA22).
Einstellbar ist der Schwellwert (Threshold), welcher je nach Konfiguration die Pegelunter- oder Obergrenze angibt, hinter der das Eingangssignal verändert wird. Auf der jeweils anderen Seite der Pegelgrenze erfolgt keine Veränderung des Signals. Das Maß der Verstärkung wird durch das Verhältnis von Eingangspegel zu Ausgangspegel (Ratio) angegeben. Mit den Parametern Attack und Release kann die Reaktionszeit der Pegelveränderung eingestellt werden, also wie schnell der Expander seine Verstärkung bzw. Abschwächung an einen steigenden bzw. fallenden Pegel des Eingangssignals anpasst.
Da ein Expander die gegenteilige Funktionsweise eines Kompressors hat, kann aus einer bestimmten Konfiguration eines Expanders eine entsprechend gegenteilige Konfiguration eines Kompressors abgeleitet werden. Die Kennlinie des Expanders, die die Zuordnung zwischen Eingangs- und Ausgangspegel darstellt, kann an der ersten Winkelhalbierenden gespiegelt werden, um jene eines Kompressors mit dem gleichen Ratio zu erhalten. Es gibt Geräte, die zwischen Expander- und Kompressorbetrieb umschaltbar sind, wobei die einzustellenden Parameter sowohl für Kompressor- wie auch für Expanderbetrieb gelten.

## Einsatzgebiete
Expander werden zur Unterdrückung von Störgeräuschen und zur Klanggestaltung verwendet. Da bei Upward-Expandern auch das im Eingangssignal vorhandene Rauschen verstärkt wird, können sie mit Gates kombiniert werden, um das Rauschen in leisen Passagen zu entfernen.
Neben dem Einsatz als Effektgerät kommt bei Rauschunterdrückungsverfahren nach dem Kompanderprinzip am Ende der Übertragung (also bei der Wiedergabe) ein Expander zum Einsatz, um die ursprüngliche Dynamik des Signals wiederherzustellen. Im Gegensatz zum Einsatz als Effektgerät, wo mitunter vielfältige Einstellmöglichkeiten der Arbeitsparameter erfolgen können, sind diese bei der Rauschunterdrückung durch das verwendete Rauschunterdrückungsverfahren festgelegt; der Bediener kann in der Regel das Rauschunterdrückungssystem lediglich ein- oder ausschalten.